# Simone Buonaccorsi
Simone Buonaccorsi (Macerata, 17 novembre 1708 – Roma, 27 aprile 1776) è stato un cardinale italiano.

## Biografia
Figlio di Raimondo e Francesca Bussi, nacque a Macerata il 17 novembre 1708. Alla sua famiglia appartengono altri due cardinali: Buonaccorso Buonaccorsi (1669) e Gaspare Bernardo Pianetti (1839).
Dopo gli studi iniziali compiuti nella sua città natale, fu inviato dalla famiglia a Roma per iniziare la carriera ecclesiastica e dedicarsi alla studio della teologia.
Nel marzo 1735 divenne referendario del tribunale della Segnatura. Nell'aprile del medesimo anno fu nominato vice legato di Ferrara, incarico che mantenne sino alla fine del 1740. Dal 1741 al 1742 fu governatore di Ascoli ed in seguito, fino al 1747, divenne relatore della Congregazione della Consulta. Nominato nel 1746 nunzio apostolico a Firenze, non poté mai prendere possesso della sua sede, a causa della contestuale rottura delle relazioni diplomatiche tra Firenze e Roma. Nel 1752 fu nominato Presidente della Zecca di Stato e nel settembre 1759 ottenne la carica di segretario della Congregazione dei vescovi e regolari.
Fu creato cardinale-presbitero da papa Clemente XIII nel concistoro del 18 luglio 1763. Il 22 agosto 1763 ottenne il titolo cardinalizio di San Giovanni a Porta Latina. Il 23 novembre dello stesso anno successe al cardinale Baldassarre Cenci in qualità di commissario per il drenaggio delle paludi pontine.
Il 17 dicembre 1763 fu ordinato sacerdote. Fu camerlengo del collegio cardinalizio dal 27 gennaio 1772 all'8 marzo 1773. Nel maggio 1775 successe al cardinale Pietro Girolamo Guglielmi come prefetto della Congregazione della disciplina dei regolari.
Partecipò a due conclavi: quello del 1769, che portò all'elezione di papa Clemente XIV; e quello del 1774-1775, che portò all'elezione di papa Pio VI. In occasione del conclave del 1769, la Francia presentò il veto per l'elezione del Buonaccorsi.
Morì il 27 aprile 1776 a Roma. I suoi resti riposano nella chiesa di San Salvatore in Lauro.